# Pollengraslanden van Canterbury–Otago
De pollengraslanden van Canterbury–Otago (Engels: Canterbury–Otago tussock grasslands) vormen een ecoregio van gematigde graslanden en struweel in het oosten van het Zuidereiland in Nieuw-Zeeland.

## De ecoregio
Deze ecoregio bestaat uit een groot gebied met droge grasvlakten die gelegen zijn tussen de oostkust van het Zuidereiland en de Zuidelijke Alpen, in de regio's Canterbury en Otago. Eerstgenoemde regio ligt in het noorden en de laatstgenoemde in het zuiden. De ecoregio wordt verdeeld door de Hawkdun Range en het Mackenzie Basin. 

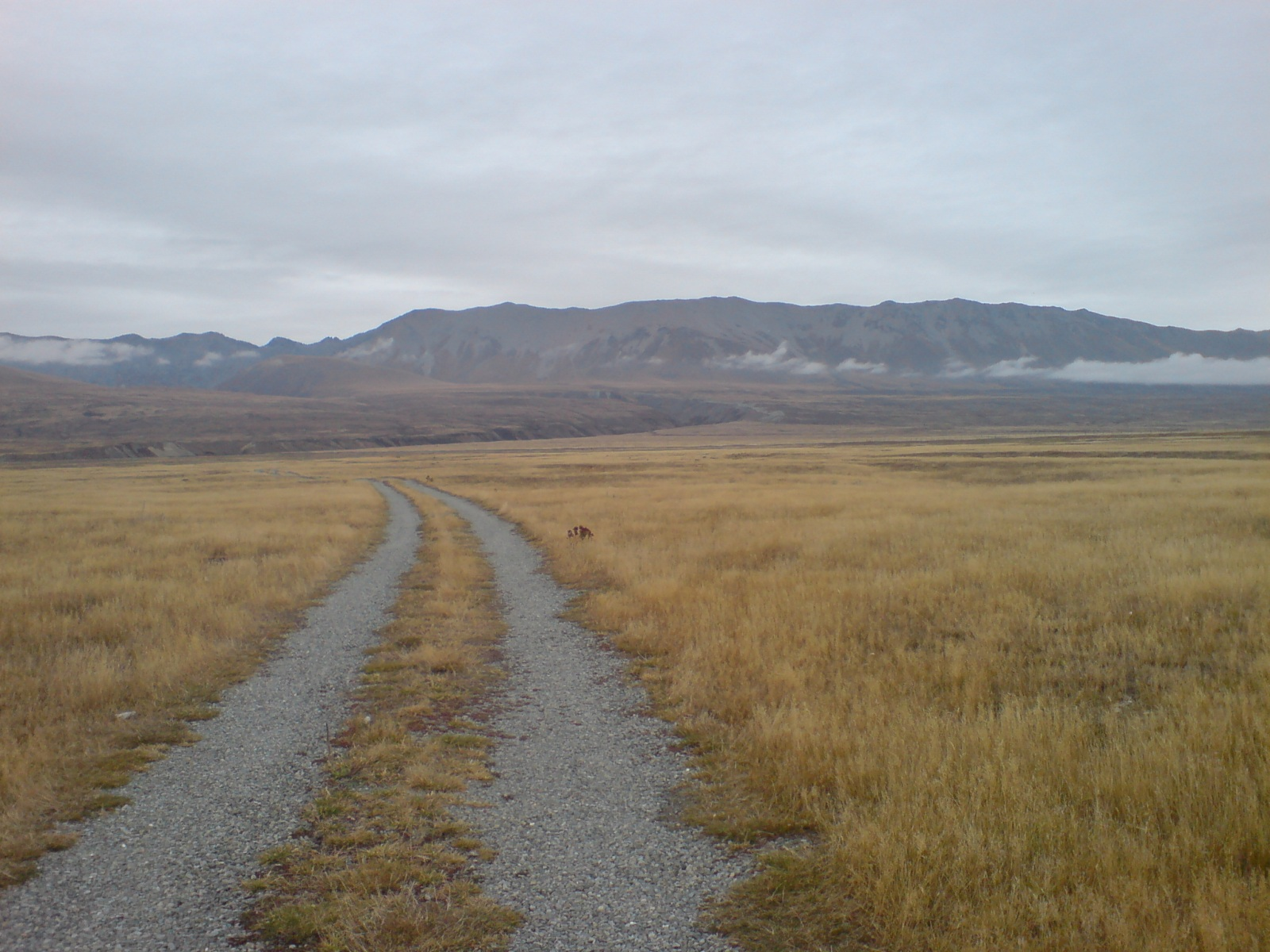
Landschap in het Mackenzie Basin

Het gebied omvat de Canterbury Plains langs de kust, hooglanden zoals de bergen van Central Otago en de Hawkdun Range en bergbekkens zoals het Mackenzie Basin en de Maniototo. De graslanden vormen samen de grootste vlakke vlakte van Nieuw-Zeeland en worden grotendeels gebruikt voor het laten grazen van vee. De hooglandgebieden van de regio Canterbury, zoals de Craigieburn, zijn hoger en natter dan die van Old Man Range en andere vlakke hooglandgebieden van de zuidelijk liggende regio Otago. Daar is het kouder en de hooglanden daar zijn vaak bedekt met natte moerassen.
Een aantal rivieren, waaronder de Rangitata, Rakaia, Ashburton en Waimakariri, doorkruisen de Canterbury Plains in een uniek web van vlechten die in en uit elkaar lopen. De rivieren van Otago zijn dieper en omvatten de grootste van Nieuw-Zeeland zoals de Clutha River. Langs de oostkust komen uitgestrekte kustmoerassen voor.
Aan deze oostkant van de Zuidelijke Alpen valt minder regen, waardoor het klimaat een droog en een meer continentaal karakter heeft met een warme zomer en koude winter, waarbij de hooglandbekkens de droogste van allemaal zijn (minder dan 500 mm per jaar). De lage regenval en droogteperiodes hadden de oorspronkelijke bosbedekking kwetsbaar gemaakt voor brand.

## Flora
Op de grasvlaktes komen weinig endemische plantensoorten voor. Hoewel er waarschijnlijk ooit bos was, zijn de vlaktes bijna volledig bedekt met grassen die bestand zijn tegen droogte en natuurbranden. De endemische pollenvormende grassen zijn nu in veel gebieden vervangen door geïntroduceerde weidegrassen. Sommige hooglandgebieden hebben een begroeiing bestaande uit kussenplanten zoals Veronica thomsonii, graspollen van soorten uit het geslacht Chionochloa, heideachtige planten uit het geslacht Chionohebe, stekelige Aciphylla-planten en enkele bedreigde plantensoorten, waaronder de struik Hebe cupressoides, de composiet Olearia hectori en maretakachtige Peraxilla-planten. Op de hoogvlaktes in Canterbury groeien pollenvormende grassen uit het geslacht Festuca en de doornstruik Discaria toumatou.
Voor de komst van de Maori's was het droge gebied in de zuidelijk liggende regio Otago bedekt met bossen bestaande uit een mix van coniferen en loofbomen. Het gaat om soorten als Phyllocladus trichomanoides var. alpinus, Podocarpus cunninghamii, Griselinia littoralis en Kunzea ericoides. Op de hogere delen groeiden vooral schijnbeuken (Nothofagus-spp.) en op de vlakten een mengeling van schijnbeuken en Podocarpen, gedomineerd door de boomsoorten mataī (Prumnopitys taxifolia) en tōtara (Podocarpus totara). De Maori's hebben echter veel van deze bossen verwoest, waarschijnlijk om moa's, grote loopvogels die nu zijn uitgestorven, te verdrijven.
Op sommige plekken zijn er stukken oorspronkelijk bos of of bossen die herplant zijn. In het Hinewai-reservaat op het Banks-schiereiland zijn er enclaves van oerbos en secundair bos, voornamelijk van rode beuk (Nothofagus fusca), met groenblijvende struiken en lage bomen, waaronder kānuka (Kunzea ericoides), māhoe (Melicytus spp.), Neopanax arboreus, Schefflera digitata, kōwhai (Sophora spp.), verspreide podocarpen zoals de tōtara (Podocarpus totara), mataī (Prumnopitys taxifolia) en kahikatea (Dacrycarpus dacrydioides) en veel soorten varens in de ondergroei.
Tot de planten van de rivierengebieden van Canterbury behoren ten slotte korstmossen, soorten uit het geslacht Raoulia, wilgenroosjes en struiken zoals Muehlenbeckia.

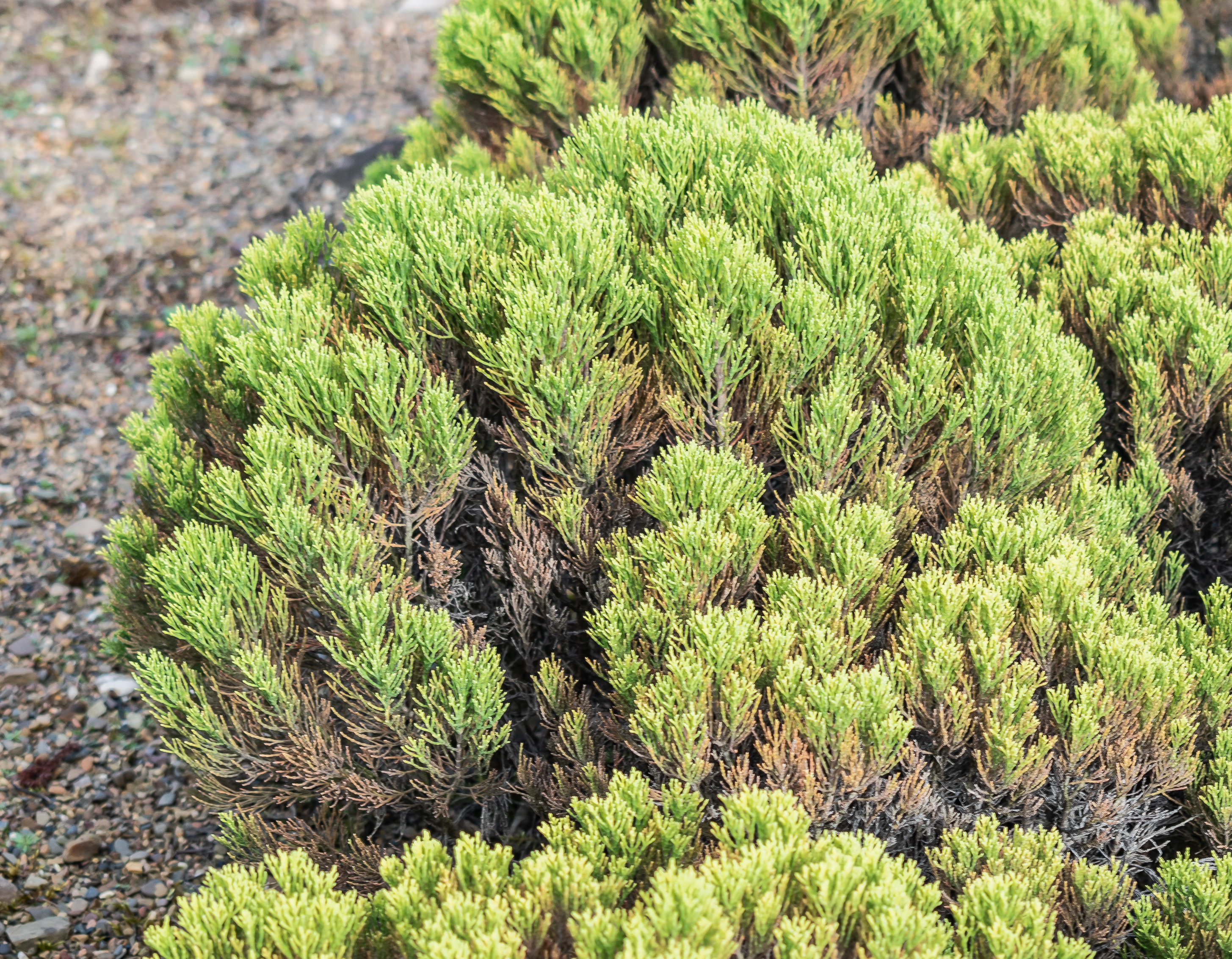
Hebe cupressoides
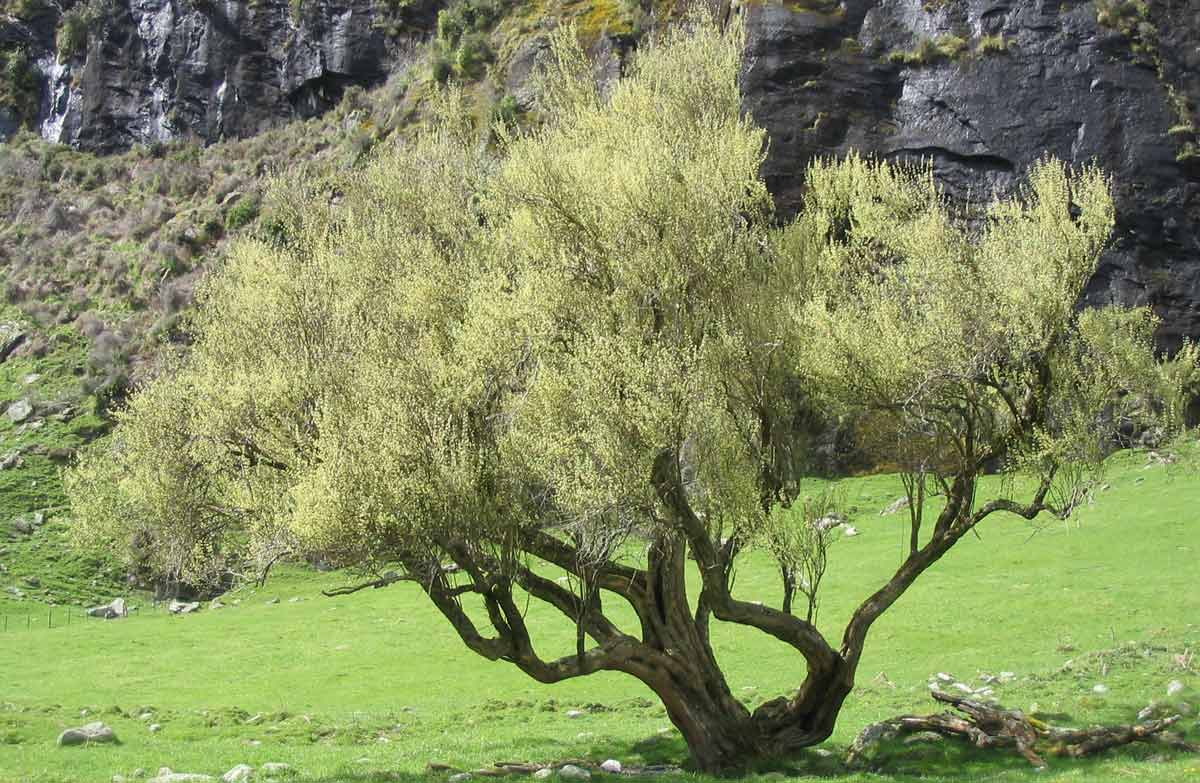
Olearia hectorii
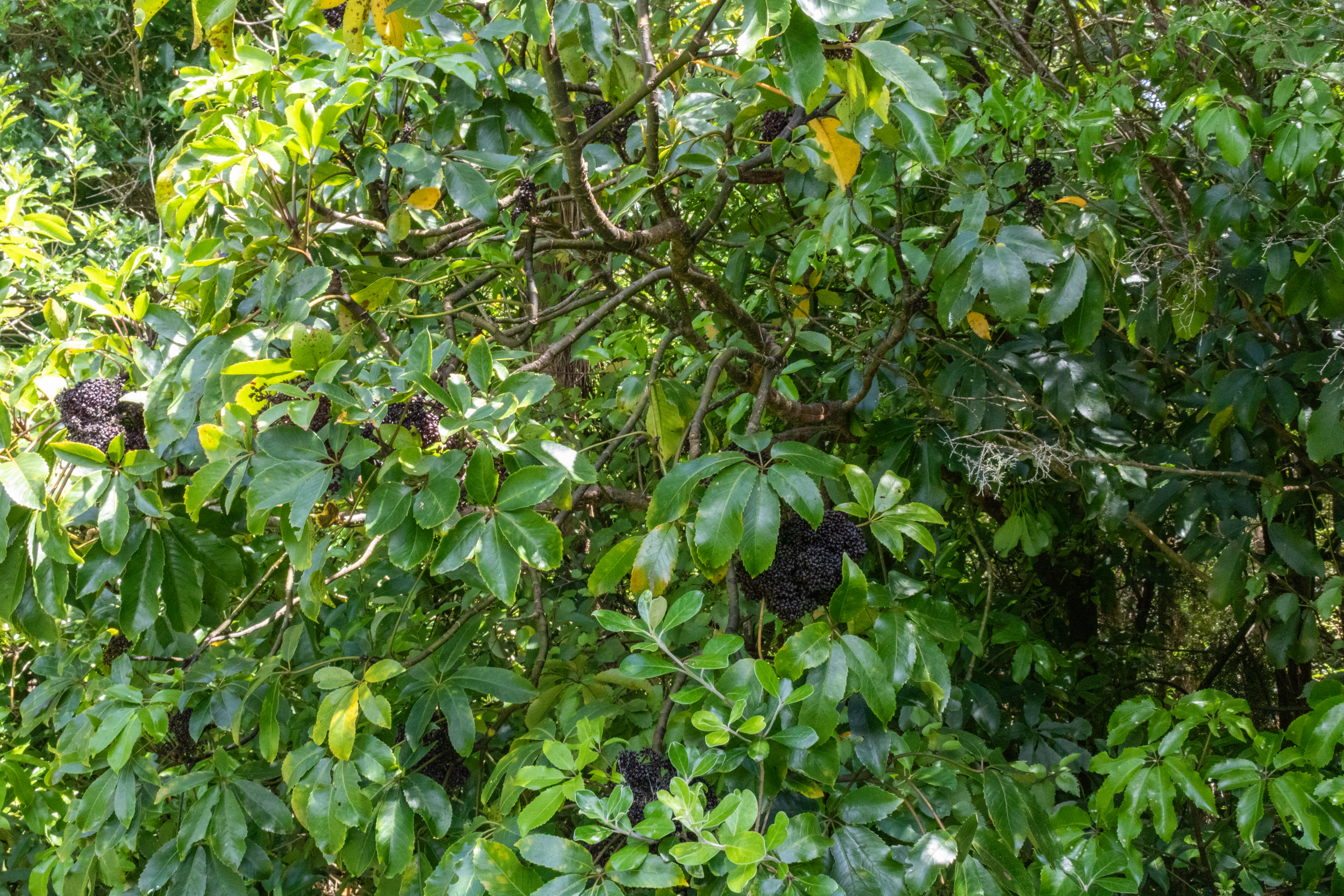
Neopanax arboreus
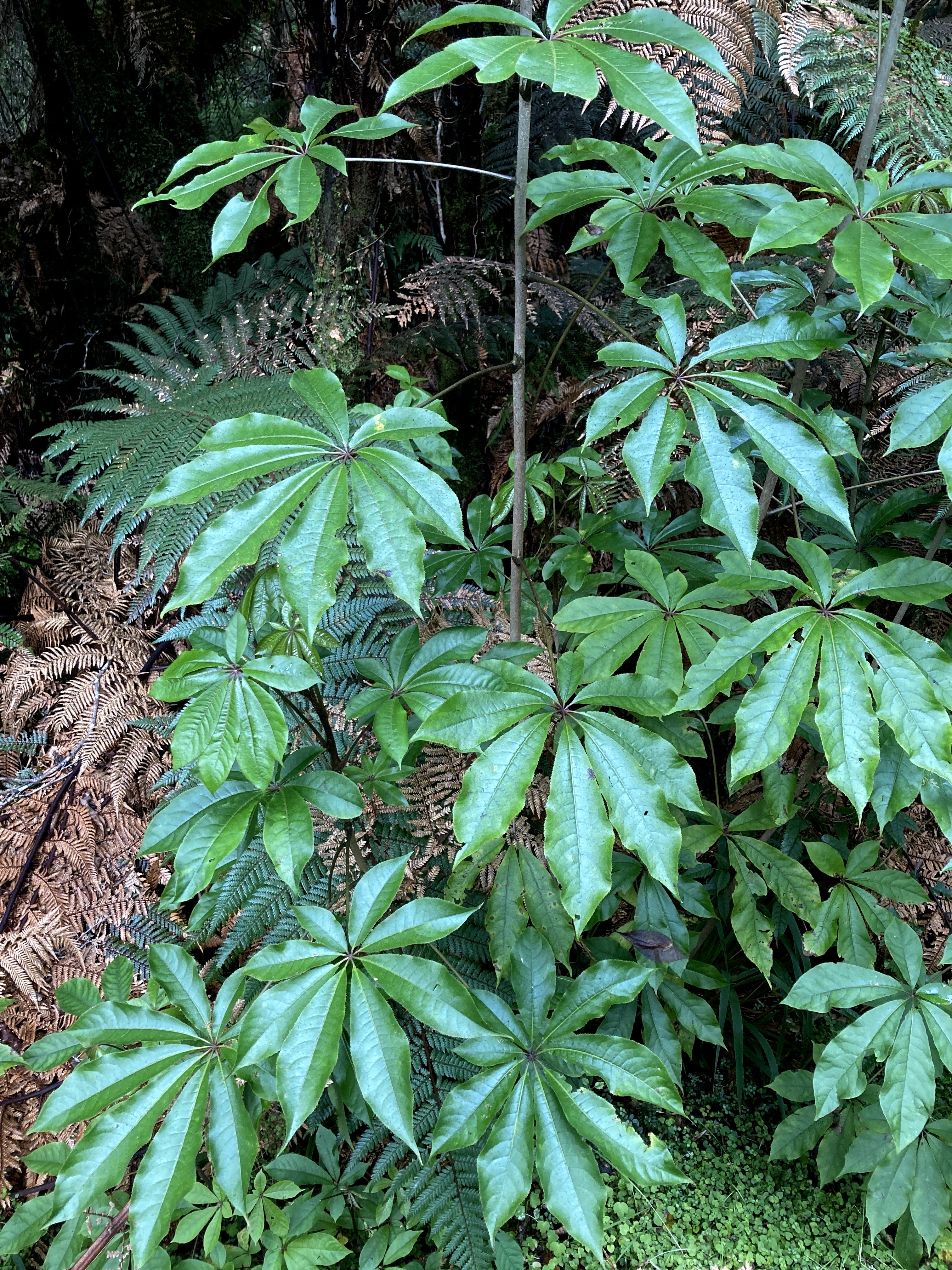
Schefflera digitata
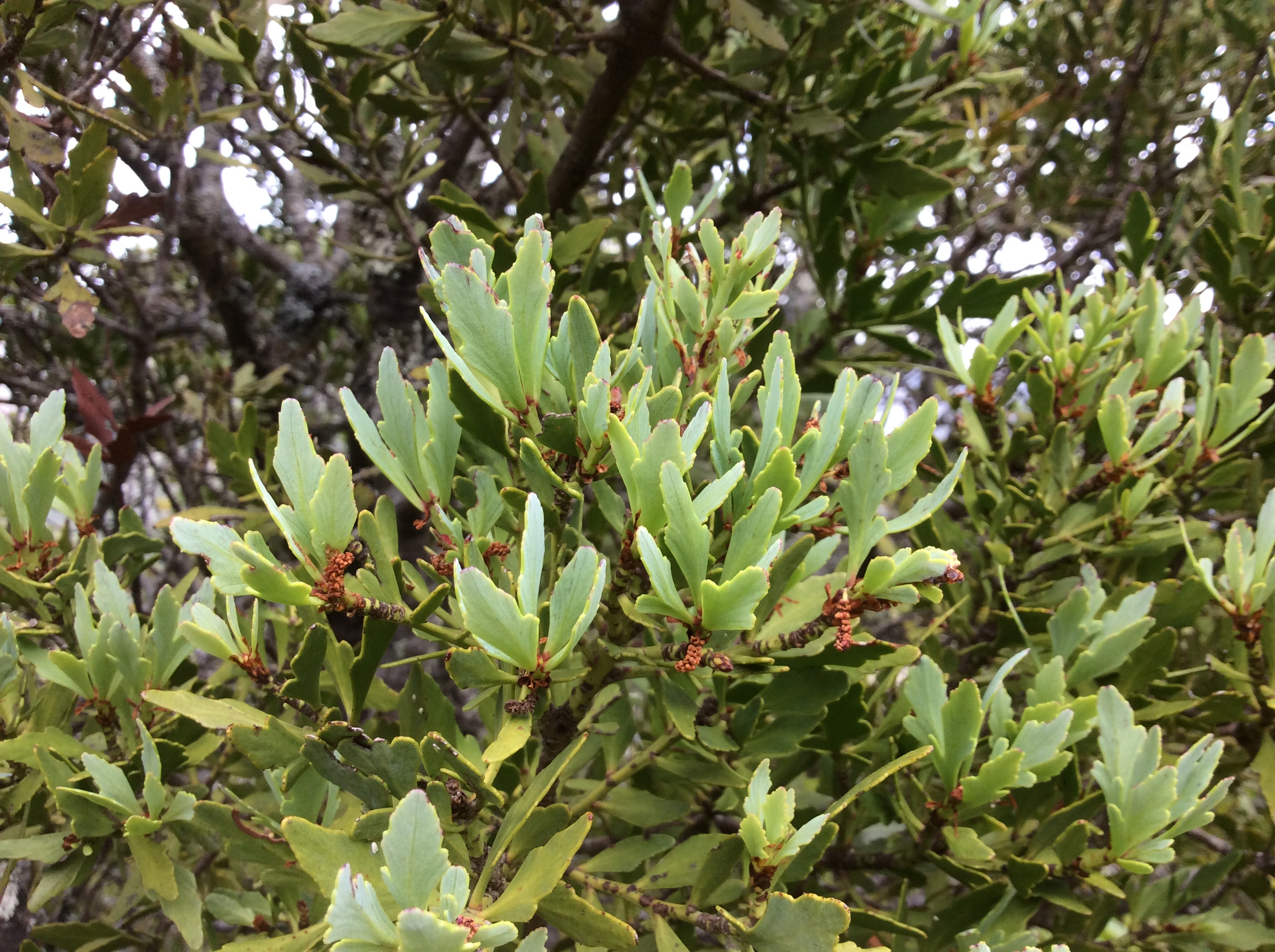
Phyllocladus trichomanoides var. alpinus
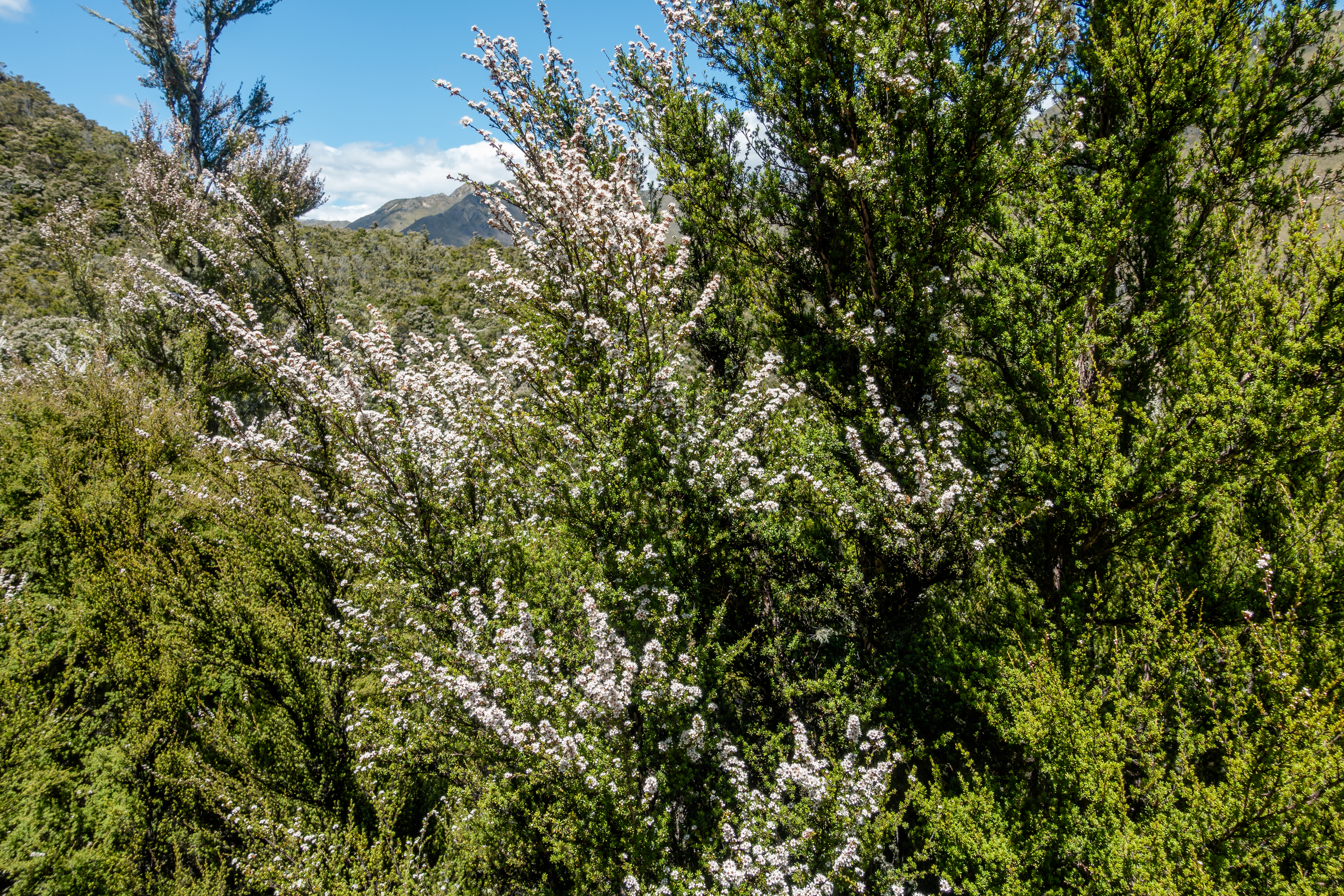
Kunzea ericoides

## Fauna
De droge graslanden zijn de thuisbasis van een groot aantal insecten, waaronder kevers, sprinkhanen, cicaden, motten en weta's (een soort grote sprinkhaan). Een bepaald insect is de Prodontria lewisi, die alleen nog in een klein gebied met zandduinen rond Cromwell leeft. Endemische reptielen zijn onder andere twee zeldzame hagedissen, de skinksoorten Oligosoma otagense en Oligosoma grande. De rivierbeddingen van Canterbury zijn een belangrijk leefgebied voor ongewervelden zoals de skinksoort Oligosoma maccanni en vooral vogels zoals de zwarte steltkluut (Himantopus novazelandiae) die alleen nog in de moerassen nabij de Waitaki-rivier leeft. Een andere endemische soort van de vlakten van Canterbury is de vissoort Neochanna burrowsius, die zich heeft aangepast aan het begraven van zichzelf in de modder van rivierbeddingen tijdens het droge seizoen. Tot slot is het schiereiland Otago een belangrijke broedplaats voor de Nieuw-Zeelandse zeebeer (Arctophoca forsteri) en de Nieuw-Zeelandse zeeleeuw (Phocarctos hookeri).

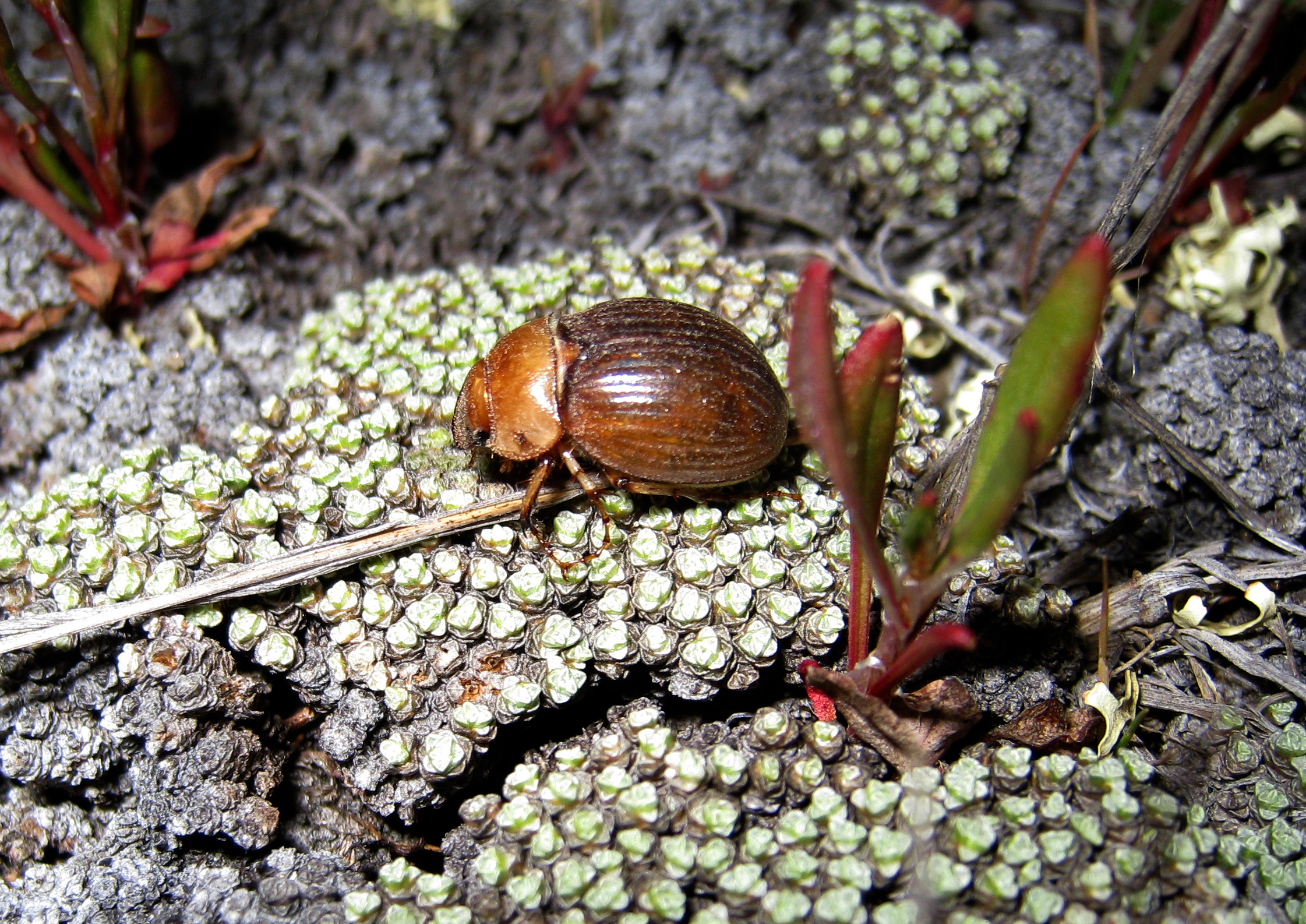
Prodontria lewisi]
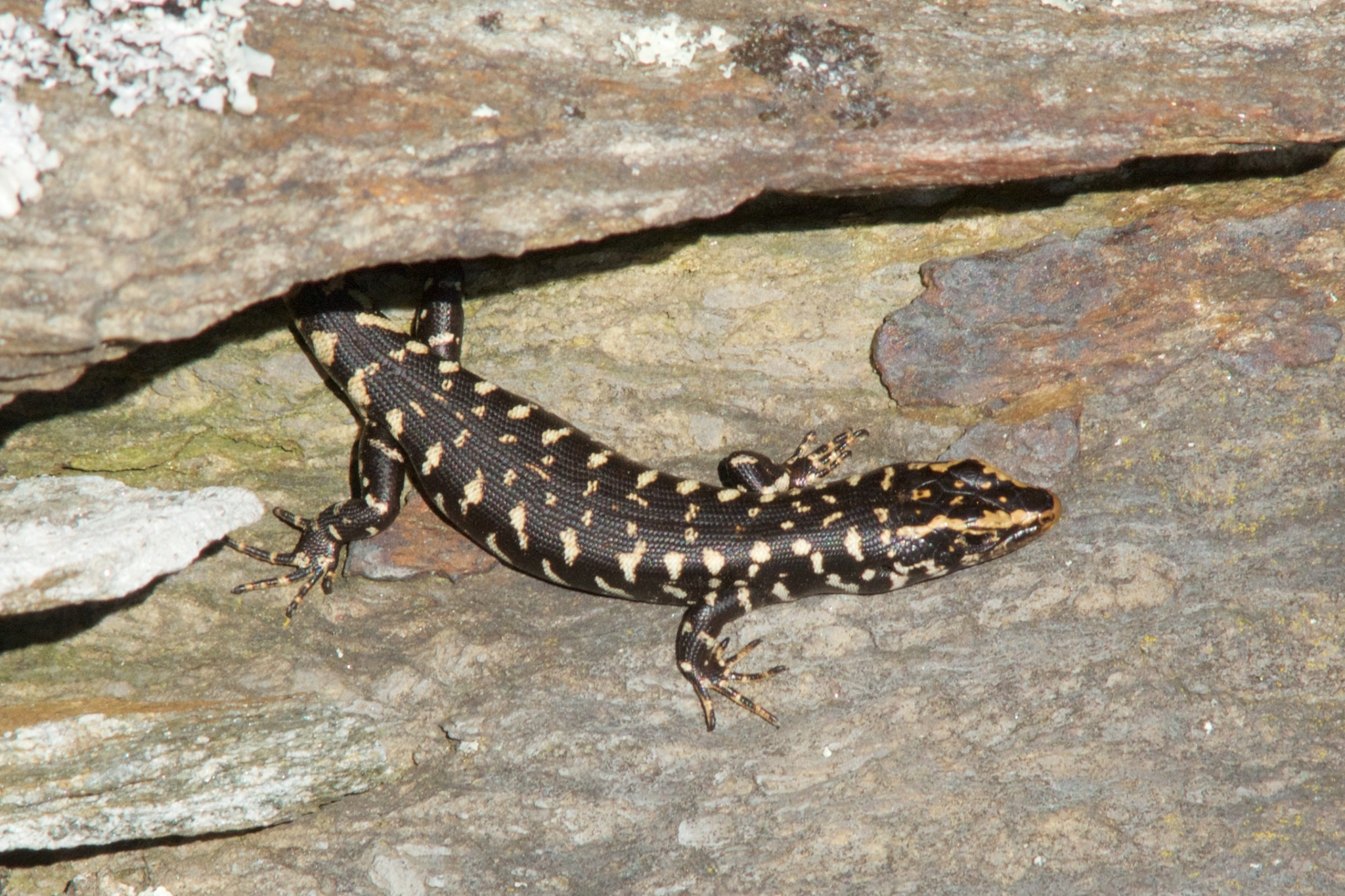
Oligosoma otagense
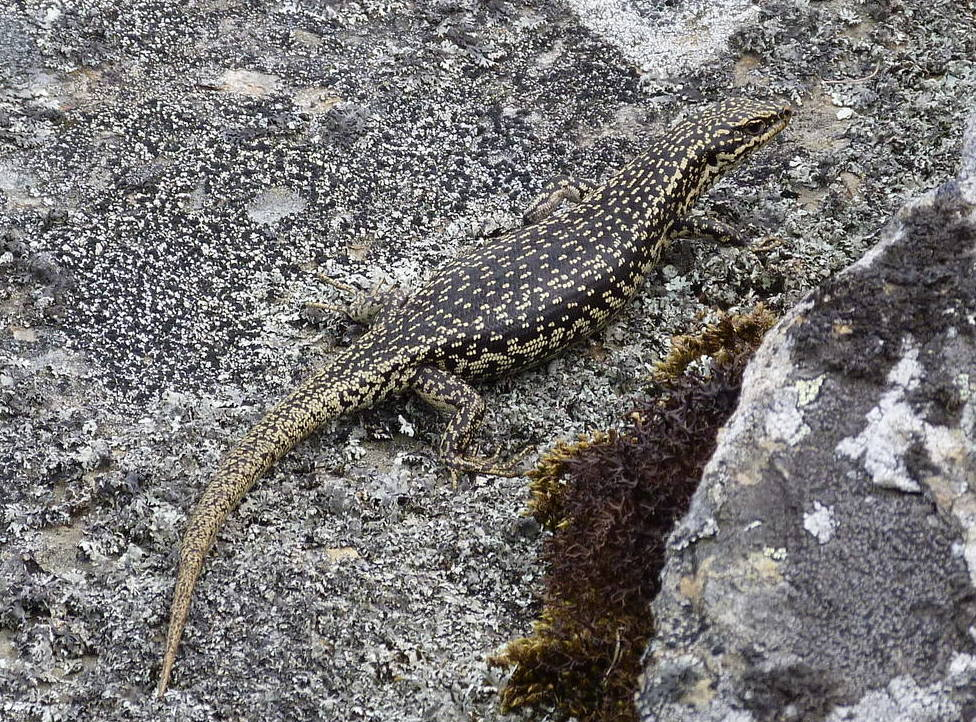
Oligosoma grande
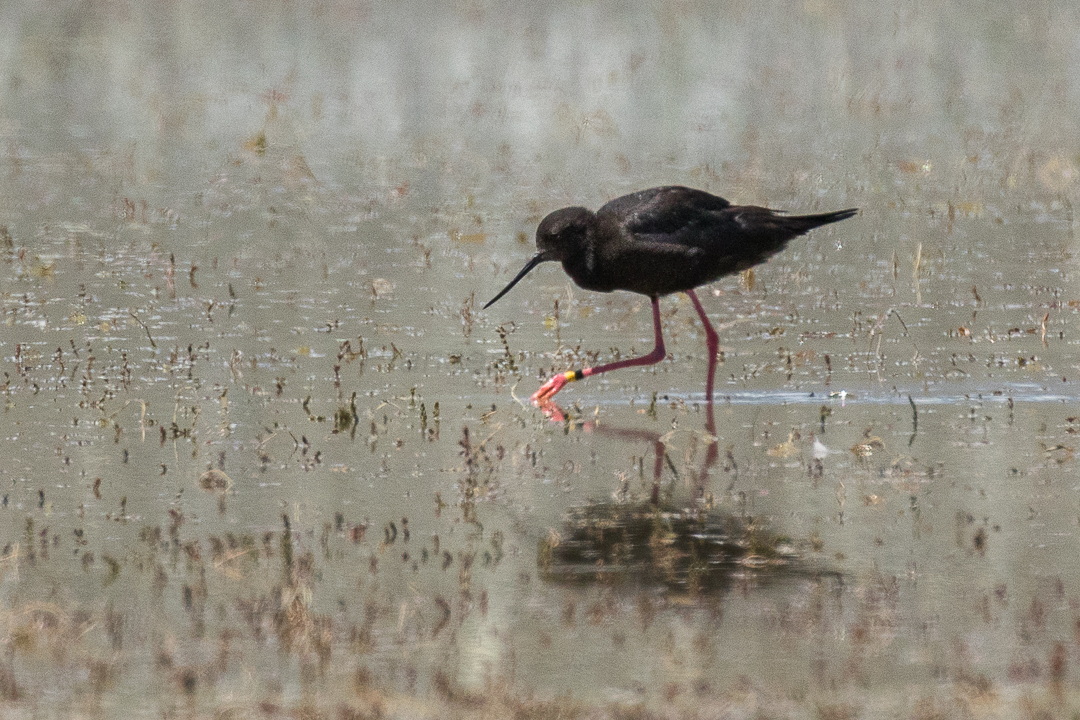
Zwarte steltkluut
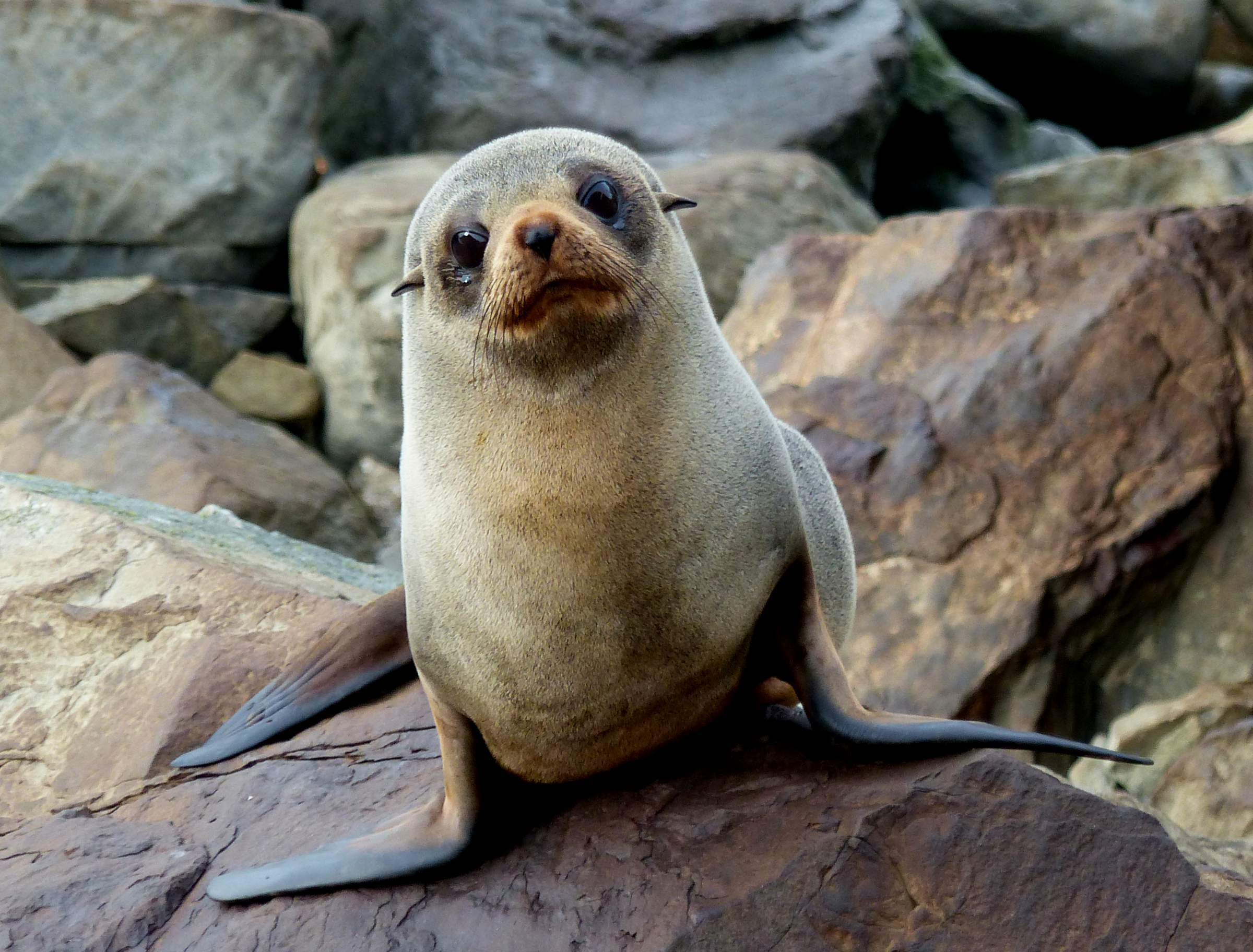
Nieuw-Zeelandse zeebeer
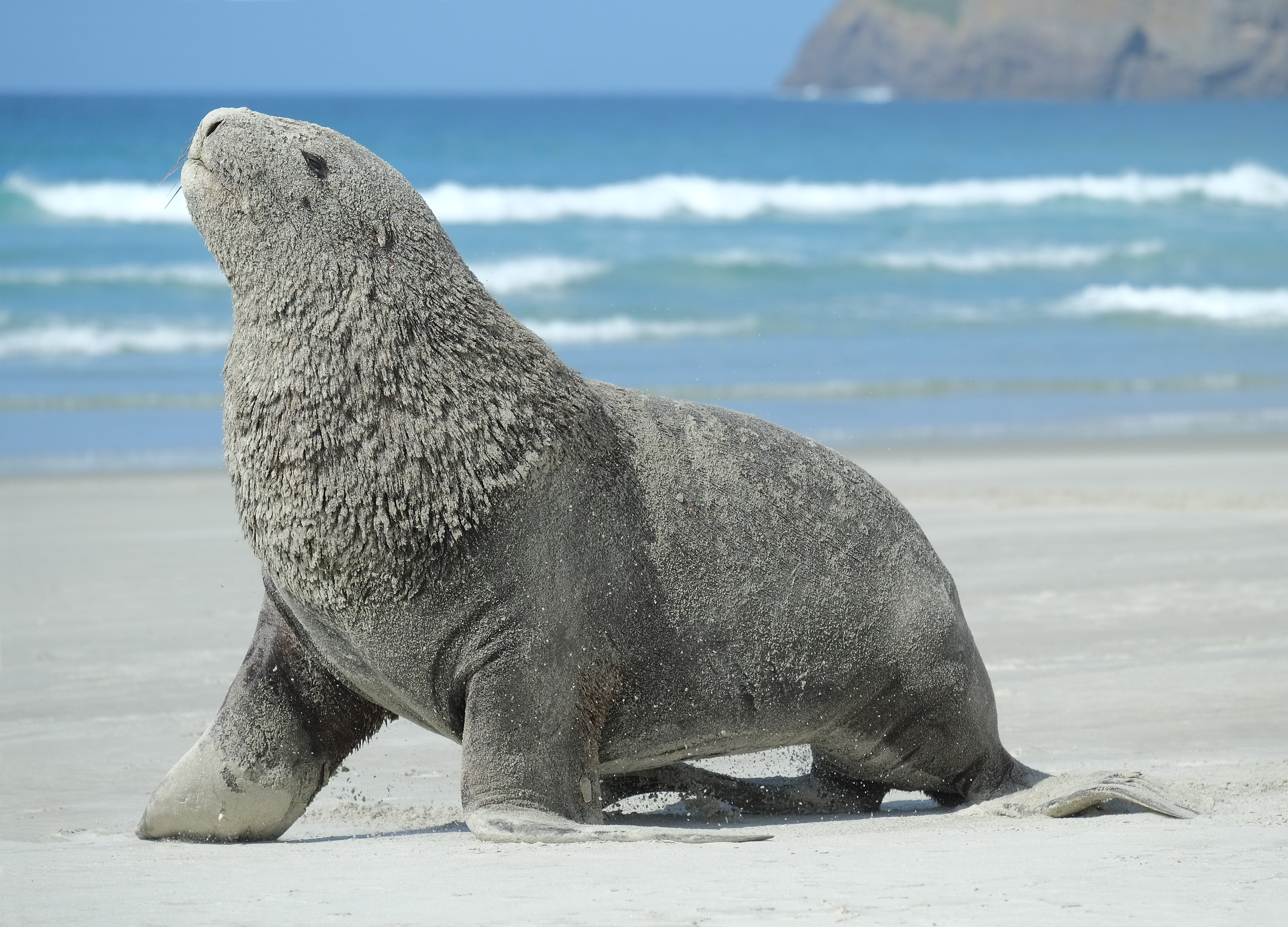
Nieuw-Zeelandse zeeleeuw

## Bedreigingen en bescherming
Deze graslanden worden nu voornamelijk gebruikt als weiland, waarbij overbegrazing, brand en stedelijke ontwikkeling schade veroorzaken, terwijl ook de waterwegen worden aangetast. De oorspronkelijke fauna is ook beschadigd door geïntroduceerde planten zoals de draaiden, brem en egelantier, terwijl havikskruid en ander onkruid zich gemakkelijker kunnen vestigen wanneer het land overbegraasd is. Tot de geïntroduceerde diersoorten die schade veroorzaken behoren voskoesoes, geiten, Bennettwallaby's en edelherten, samen met roofdieren zoals katten, ratten, hermelijnen en fretten. 
De bescherming van het grasland is een voortdurende zorg en een project van het Department of Conservation dat samenwerkt met lokale gemeenschappen om beschermde gebieden in te stellen en begrazing te beperken. Een aantal gebieden is al apart gezet en er wordt gewerkt aan formele bescherming in Rock and Pillar Range, Lammermoor Range, Old Man Range, Old Woman Range, Pisa Range en The Remarkables. Dit zijn echter allemaal hooglandgebieden en de oorspronkelijke habitats van de laaglanden zijn er veel slechter aan toe en zijn bijna geheel verdwenen. Er zijn aparte initiatieven opgezet om de habitats in de rivierbeddingen in het laagland van Canterbury en hun bedreigde populatie van de zwarte steltkluut te behouden.